# Stratton (Dorset)
Pour les articles homonymes, voir Stratton.
Stratton est une paroisse civile et un village du Dorset, en Angleterre.